# Chamanthedon gaudens
Chamanthedon gaudens là một loài bướm đêm thuộc họ Sesiidae. Nó được tìm thấy ở miền đông Peru.